# Jean-Jacques Weiss
Pour les articles homonymes, voir Weiss.
Jean-Jacques Weiss (19 novembre 1827 à Bayonne - 21 mai 1891 à Fontainebleau), professeur, homme de lettres, journaliste, collaborateur à La Revue contemporaine, puis ministre fut successivement un proche des milieux bonapartistes puis des royalistes modérés.

## Biographie
Né à Bayonne le 19 novembre 1827 dans la caserne où servait son père ; normalien, il succéda à Prévost-Paradol à la Faculté d'Aix-en-Provence, puis fut envoyé à Dijon. En 1856, il présente sa thèse de doctorat sur l'œuvre de Goethe, Hermann et Dorothée.
Il est l'ami proche de son cadet de six ans, le journaliste Édouard Hervé (1835-1899), qu'il a connu au Journal de Paris
, orléaniste et libéral, fondés par les deux hommes le 28 avril 1867.
Tous deux créent sept ans plus tard Le Soleil, quotidien monarchiste français tourné vers l'international et plus modéré que le reste de la presse royaliste. Conseiller d’État, il avait été révoqué le 1er juillet 1879 pour ses articles dans le Journal de Paris. Gambetta le nomma plus tard directeur des Affaires politiques aux affaires étrangères.
Il est inhumé au cimetière du Père-Lachaise (6e division).
L'Académie française crée en 1910 un nouveau prix nommé Prix J.-J. Weiss.

## Œuvres
- Le Théâtre et les mœurs, Paris, Calmann-Lévy, 1889.
- Lettres de Victor Hugo aux Bertin. 1827-1877 / [publiés par Jean-Jacques Weiss]. – Paris, Plon, Nourrit et Cie, 1890. – 159 p. L’édition originale est tirée à 100 exemplaires, destinés aux amis de la famille Bertin. Ces lettres ont été en partie publiées dans le « Livre du centenaire du Journal des Débats », Paris, Plon, 1889. Une édition ordinaire a paru la même année chez le même éditeur.
- Essais sur l'histoire de la littérature française, Paris, Calmann-Lévy, 1891.
- Sur Goethe – Essais critiques de littérature allemande, préface de Francisque Sarcey, Paris, Armand Colin et Cie, 1892.
- Autour de la Comédie Française, Paris, Calmann-Lévy, 1892.
- À propos de théâtre, Paris, Calmann-Lévy, 1893.
- Les théâtres parisiens, préface de Georges Stirbey, Paris, Calmann-Lévy, 1896.